# La tua morte non aspetta
La tua morte non aspetta è il secondo e ultimo album prima dello scioglimento del gruppo musicale italiano Wretched, pubblicato nel 1986.

## Tracce
1. Come un cappio
2. Senti il richiamo
3. Sezionati vivi
4. Verso il tuo orizzonte
5. Angosce
6. Vivere nell'incubo
7. La tua morte non aspetta

## Formazione
- Gianmario, voce
- Daniele, chitarra e piano
- Fabio, basso
- Zambo, batteria